# Bastos
Bastos este un oraș în São Paulo (SP), Brazilia.